# Zungaropsis multimaculatus
Zungaropsis multimaculatus – endemiczny gatunek słodkowodnej ryby sumokształtnej z rodziny mandiowatych (Pimelodidae), jedyny przedstawiciel rodzaju Zungaropsis.

## Występowanie
Tropikalne wody rzeki Xingu w Brazylii.